# Torneo Femenino Rugby Americas North 2023
El Torneo Femenino Rugby Americas North 2023 fue la primera edición del torneo de rugby de selecciones femeninas de América.

## Equipos participantes
- Islas Caimán
- Jamaica
- México
- Trinidad y Tobago
- USA South

## Desarrollo
| Pos. | Equipo            | Encuentros | Encuentros | Encuentros | Encuentros | Tantos  | Tantos    | Tantos     | Puntos |
| Pos. | Equipo            | jugados    | ganados    | empatados  | perdidos   | a favor | en contra | diferencia | Puntos |
| ---- | ----------------- | ---------- | ---------- | ---------- | ---------- | ------- | --------- | ---------- | ------ |
| 1    | USA South         | 4          | 3          | 0          | 1          | 104     | 13        | +91        | 10     |
| 2    | Trinidad y Tobago | 4          | 3          | 0          | 1          | 41      | 43        | -2         | 10     |
| 3    | México            | 4          | 2          | 0          | 2          | 56      | 24        | +32        | 8      |
| 4    | Islas Caimán      | 4          | 1          | 0          | 3          | 25      | 105       | -80        | 6      |
| 5    | Jamaica           | 4          | 1          | 0          | 3          | 27      | 68        | -41        | 6      |

Nota: Se otorgan 3 puntos al equipo que gane un partido, 2 al que empate y 1 al que pierda

## Resultados
| 12 de julio | Jamaica | 12 - 10 | México |  |  |

| 13 de julio | Trinidad y Tobago | 6 - 5 | USA South |  |  |

| 13 de julio | Islas Caimán | 0 - 20 | México |  |  |

| 13 de julio | Jamaica | 7 - 8 | Trinidad y Tobago |  |  |

| 13 de julio | Islas Caimán | 0 - 50 | USA South |  |  |

| 14 de julio | Jamaica | 0 - 37 | USA South |  |  |

| 14 de julio | Trinidad y Tobago | 27 - 12 | Islas Caimán |  |  |

| 14 de julio | México | 7 - 12 | USA South |  |  |

| 14 de julio | Islas Caimán | 13 - 8 | Jamaica |  |  |

| 14 de julio | México | 19 - 0 | Trinidad y Tobago |  |  |

## Fase final

### Tercer puesto
| 16 de julio | México | 15 - 11 | Islas Caimán |  |  |

### Final
| 16 de julio | Trinidad y Tobago | 0 - 30 | USA South |  |  |

| Bandera de Estados Unidos |
| Campeón USA South         |
| Primer título             |